# Ingrid Santer
Ingrid Santer (* 9. Juni 1955 in München) ist eine ehemalige deutsche Kunstturnerin.

## Biografie
Ingrid Santer nahm an den Olympischen Sommerspielen 1972 in München teil. Sie konnte sich jedoch für keines der Gerätefinals qualifizieren. Im Einzelmehrkampf belegte sie den 76. Platz und im Mannschaftsmehrkampf wurde sie mit dem westdeutschen Team Achte.
Nach ihrer Karriere als Turnerin war Santer als Mitarbeiterin des Schulreferates beim Sportamt der Stadt München und als Gymnasiallehrerin an Gymnasien in München tätig.